# تجربة تمييز الألفاظ
تجربة تمييز الألفاظ  في علم النفس هي أي تجربة غرضها قياس سرعة انتباه الإنسان إلى الألفاظ المهملة وتمييزها من الكلمات المستعملة.